# Snelwegparking Drongen
De snelwegparking Drongen is een geheel van twee verzorgingsplaatsen, Drongen-Noord en Drongen-Zuid, aan de autosnelweg E40 tussen de Belgische steden Brugge en Gent op het grondgebied van Drongen (Gent), ten oosten van het gehucht Baarle. De parkings bevinden zich een kilometer na de oprit in Drongen richting Brussel en voor de afrit komende van Brussel. In de richting Oostende is de volgende verzorgingsplaats Jabbeke, in de richting Brussel is dat Wetteren.
In België verschenen de eerste snelwegparkings in de jaren 1970. De parking van Drongen werd aangelegd tussen 1971 en 1980. De gebouwen, wegenis en parkeerplaatsen werden vernieuwd tussen 2011 en 2015. Beide zijden bestaan uit een Esso-tankstation, een winkel, een Burger King-fastfoodrestaurant en parkeerterreinen voor auto's en vrachtauto's.
De snelwegparkings worden omgeven door het natuurgebied Keuzemeersen.